# Daisy Peterson Sweeney

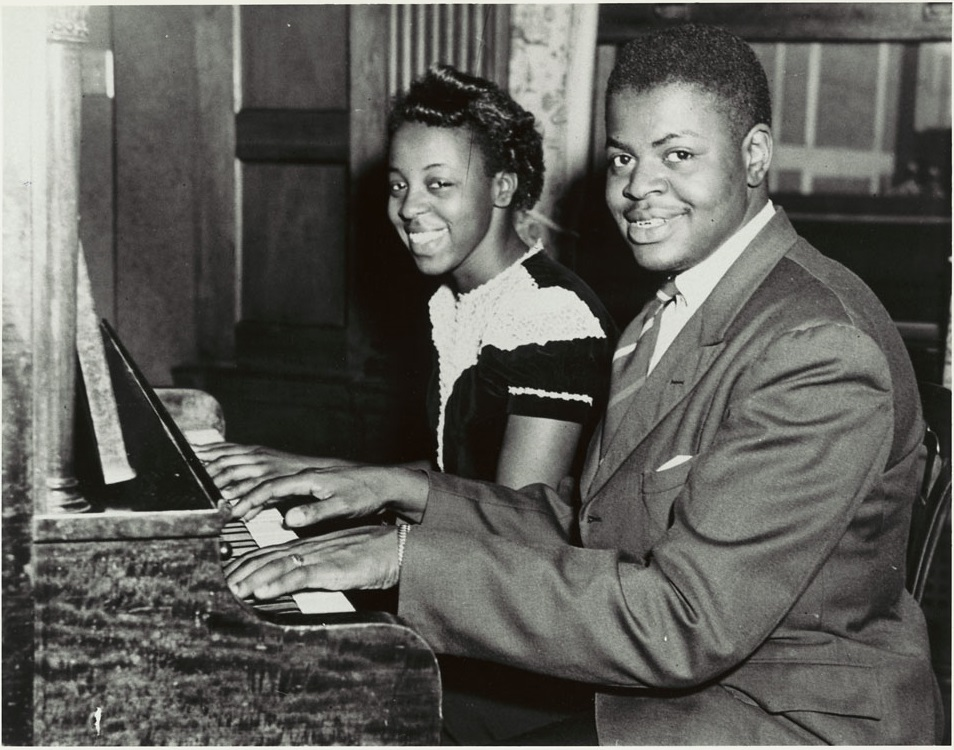
Oscar Peterson mit seiner Schwester Daisy am Klavier, 1944

Daisy Elita Peterson Sweeney (* 7. Mai 1920 in Montreal als Daisy Peterson; † 11. August 2017) war eine kanadische Pianistin und Organistin, die sich auch als Klavierlehrerin einen Namen machte.

## Werdegang
Peterson Sweeney entstammte einer musikalischen Familie; der Jazzpianist Oscar Peterson war ihr Bruder und lernte bei ihr das Klavierspiel. Sie studierte an der McGill University bei Paul de Marky, Karl Steiner und Phillips Motley. Dann unterrichtete sie; zu ihren Schülern gehörten Oliver Jones, Joe Sealey, Reg Wilson, Ken Skinner und Norman Marshall Villeneuve.
Peterson Sweeney war darüber hinaus als Organistin in zwei Kirchengemeinden von Montreal, der Union United Church und der  St Jude's Anglican, aktiv. Gemeinsam mit Trevor W. Payne gründete sie 1982 den Montreal Jubilation Gospel Choir zum 75. Jubiläum der Union United Church. Sie ist die Mutter der Olympiaathletin und Fernsehjournalistin Sylvia Sweeney.
1987 wurde sie mit einem Ehrendoktorat der Laurentian University geehrt. 2005 fanden anlässlich der Feiern zum Jubiläum des Lachine-Kanals vier Gospelkonzerte statt, die ihr gewidmet waren.